# Thaumatomyrmex zeteki
Thaumatomyrmex zeteki is een mierensoort uit de onderfamilie van de Ponerinae. De wetenschappelijke naam van de soort is voor het eerst geldig gepubliceerd in 1944 door Marion R. Smith.
De soort werd in 1942 ontdekt door James Zetek in de Panamakanaalzone.